# ジョン・トルキン
ジョン・マイケル・トルキン（John Michael Tolkin, 2002年7月31日 - ）は、アメリカ合衆国ニュージャージー州チャタム・ボロ出身のプロサッカー選手。ブンデスリーガのホルシュタイン・キール所属。ポジションはディフェンダー。アメリカ合衆国代表。

## 経歴

### ユース・リザーブ
2015年よりニューヨーク・レッドブルズのアカデミーに加入した。
2019年にリザーブチームのニューヨーク・レッドブルズIIでプロデビューした。

### ニューヨーク・レッドブルズ
2021年5月8日のトロントFC戦に途中出場してMLSデビューし、29日のオーランド・シティSC戦で初先発出場した。8月18日のコロンバス・クルー戦でプロ初ゴールを記録した。
2022年は5月10日のD.C. ユナイテッド戦でシーズン初ゴールを記録。チームはこの試合に勝利し、USオープンカップへの出場が決まった。10月5日にはレッドブルズと2027年までの契約延長に合意した。
2023年は初のオールスターゲームに選出された。10月21日のナッシュビルSC戦で決勝点となるPKを成功させて勝利し、チームはプレーオフ出場が決まった。プレーオフではワイルドカードのシャーロットFC戦でフリーキックによる得点とアシストを記録し、勝利に貢献した。

### ホルシュタイン・キール
2025年1月16日にブンデスリーガのホルシュタイン・キールへ完全移籍した。移籍金は300万ドル。

## 代表歴
2018年から世代別のアメリカ合衆国代表に選出されている。

## 人物
幼少期に叔父からJMiというニックネームをつけられており、家族やチームメイトからもJMiと呼ばれている。

## 個人成績

### クラブ
| クラブ                       | シーズン     | リーグ         | リーグ | リーグ | ナショナル カップ | ナショナル カップ | コンチ ネンタル | コンチ ネンタル | その他 | その他 | 合計 | 合計 |
| クラブ                       | シーズン     | ディ ビジ ョン | 出場   | 得点   | 出場              | 得点              | 出場            | 得点            | 出場   | 得点   | 出場 | 得点 |
| ---------------------------- | ------------ | -------------- | ------ | ------ | ----------------- | ----------------- | --------------- | --------------- | ------ | ------ | ---- | ---- |
| ニューヨーク・レッドブルズII | 2019         | USL            | 13     | 0      | —                 | —                 | —               | —               | —      | —      | 13   | 0    |
| ニューヨーク・レッドブルズII | 2020         | USL            | 12     | 0      | —                 | —                 | —               | —               | —      | —      | 12   | 0    |
| ニューヨーク・レッドブルズII | 2021         | USL            | 1      | 0      | —                 | —                 | —               | —               | —      | —      | 1    | 0    |
| ニューヨーク・レッドブルズII | 通算         | 通算           | 26     | 0      | —                 | —                 | —               | —               | —      | —      | 26   | 0    |
| ニューヨーク・レッドブルズ   | 2020         | MLS            | 0      | 0      | —                 | —                 | —               | —               | —      | —      | 0    | 0    |
| ニューヨーク・レッドブルズ   | 2021         | MLS            | 28     | 1      | —                 | —                 | —               | —               | 1      | 0      | 29   | 1    |
| ニューヨーク・レッドブルズ   | 2022         | MLS            | 31     | 1      | 5                 | 1                 | —               | —               | 1      | 0      | 37   | 2    |
| ニューヨーク・レッドブルズ   | 2023         | MLS            | 27     | 3      | 2                 | 0                 | 4               | 0               | 3      | 1      | 36   | 4    |
| ニューヨーク・レッドブルズ   | 通算         | 通算           | 86     | 5      | 7                 | 1                 | 4               | 0               | 5      | 1      | 102  | 7    |
| キャリア通算                 | キャリア通算 | キャリア通算   | 112    | 5      | 7                 | 1                 | 4               | 0               | 5      | 1      | 128  | 7    |

1. 1 2 3  MLSカップ・プレーオフでの出場
2. ↑  リーグスカップでの出場

### 代表
| 代表チーム     | 年度 | 出場 | 得点 |
| -------------- | ---- | ---- | ---- |
| アメリカ合衆国 | 2023 | 3    | 0    |
| 通算           | 通算 | 3    | 0    |